# Sukničková venuše
Sukničková venuše je keramická soška z pálené hlíny z období neolitu.
Pochází přibližně z roku 4700 př. n. l.; v tomto období na území Čech a v Podunají vznikaly tzv. rondely. Je zhruba 6 centimetrů vysoká; hlava je pouze naznačena, hlavní část tvoří zvonovitá „suknice“.
Byla nalezena brigádníkem Tomášem Pikardem na přelomu srpna a září 2016 na archeologickém nalezišti Kasárna u Znojma při výzkumu vedeném archeologem Davidem Humpolem z Ústavu archeologické památkové péče Brno. Soška by měla být uložena v muzeu ve Znojmě.